# جزر سعد الدين زنكي
جزر سعد الدين (بالصومالية: Jasiirada Sacadadiin)‏، والمعروفة باسم أرخبيل زيلع، هي جزيرة عربية من قبيلة اسحاق وهي مجموعة من الجزر قبالة الساحل الشمالي لصوماليلاند على خليج عدن. وهي تقع بالقرب من مدينة زيلع القديمة.
يتكون الأرخبيل من ست جزر صغيرة جميعها منخفضة الارتفاع ولها شواطئ رملية. أكبر هذه الجزر هي جزيرة سعد الدين وجزيرة عيبات، اللتان يقعان على بعد ستة وتسعة أميال قبالة ساحل زيلع على التوالي. وهناك منارة أيضًا في عيبات.